# Hermann Weller
Hermann Weller (* 4. Februar 1878 in Schwäbisch Gmünd; † 9. Dezember 1956 in Tübingen) war ein deutscher Indologe und neulateinischer Dichter. Er galt als „Horaz des 20. Jahrhunderts“.

## Leben
Weller war eines von neun Kindern eines Industriekaufmanns und einer Bäckerstochter und wuchs in Schwäbisch Gmünd auf. 1890 wurde Weller zum Vollwaisen und wurde mit seinen Geschwistern vom Dienstmädchen der Familie großgezogen. Er besuchte zunächst das Gmünder Reallyzeum, wechselte dann an die Lateinschule nach Bad Mergentheim und legte 1897 im Ehinger Konvikt die Reifeprüfung ab. Anschließend studierte Weller an den Universitäten in Berlin und Tübingen zunächst Rechtswissenschaften dann später Alte Sprachen. 1901 wurde er zum Dr. phil. in Latein und Sanskrit promoviert.
Der Altphilologe unterrichtete, nach absolvierten Staatsprüfungen in Latein, Griechisch, Französisch und Hebräisch, von 1913 bis 1931 als Lehrer am Gymnasium in Ellwangen sowie am Gymnasium Ehingen. Zusätzlich zu den Sprachen, in denen er unterrichtete, zeichnete sich Weller durch fundierte Kenntnisse in Englisch, Italienisch und Persisch aus. 1931 ließ Weller sich krankheitshalber pensionieren und zog wieder nach Tübingen, wo er sich bereits 1930 habilitiert hatte. Dort wirkte er zunächst als Privatdozent, dann als Honorarprofessor für Indische Literatur, Sanskrit und die heilige Sprache der Perser – Awesta – an der Universität. 1952 gab er seine Lehrtätigkeit vollständig auf.
1931 beschloss der Ellwanger Stadtrat eine Straße nach ihm zu benennen. Seine Heimatstadt Schwäbisch Gmünd benannte den Hermann-Weller-Weg im Stadtteil Hardt nach dem Dichter. Außerdem war er Ehrenmitglied der katholischen Studentenverbindung KStV Alamannia Tübingen im KV.
Sein Nachlass befindet sich im Schriftgut-Archiv Ostwürttemberg in Heubach-Lautern.

## Die Elegie Y
Weller verfasste 1937 die neulateinische Elegie Y, in der beschrieben wird, wie der Dichter träumt, die Buchstaben aus seinem Band mit Dichtungen des Horaz würden lebendig und das A riefe in demagogischer Rede zur Ausrottung des fremdvölkischen Y auf. Das Y flieht und versucht seine Existenzberechtigung durch Worte wie Mythos, Mystik, Rhythmus und Physik unter Beweis zu stellen – aber die anderen Buchstaben lassen sich nicht überzeugen und sind unterwegs, um dem Y den Garaus zu machen. Der Dichter bittet um Erlösung und erwacht aus diesem Alptraum.
Weller, Privatdozent in Tübingen, reichte die Elegie Y Ende 1937 beim Certamen poeticum Hoeufftianum ein, einem Wettbewerb für neulateinische Dichtung, den die Koninklijke Nederlandse Akademie van Wetenschappen (KNAW) in Amsterdam alljährlich ausschrieb. 1938 wurde Weller für diesen Text die Goldmedaille zuerkannt. Dass Weller noch im selben Jahr zum außerordentlichen Professor befördert wurde (trotz gewisser Bedenken wegen seines Katholizismus), zeigt, dass Lateinkenntnisse unter nationalsozialistischen Amtsträgern nicht verbreitet waren (vergleiche hierzu auch Victor Klemperer, der seine Analyse der Nazi-Sprache unter der Abkürzung LTI – Lingua Tertii Imperii – verbarg).
Nach dem Latinisten Uwe Dubielzig handelt es sich bei dem Text um eine spielerisch verkleidete Anklage gegen den immer deutlicher hervortretenden Antisemitismus der Nationalsozialisten, dessen Auswirkungen Weller an der Tübinger Universität in unmittelbarer Umgebung beobachten konnte. Vorstellbar ist auch, dass der Text sich gegen die Minderheitenpolitik der Nationalsozialisten allgemein richtete. Auch wenn er nicht als Dokument antifaschistischen Widerstands gelesen werden kann, ist er doch ein geistvoll maskiertes Dokument des Widerspruchs gegen die inhumane Politik des Nationalsozialismus, die aber in ihrer ganzen Brutalität knapp vor dem Pogrom der sog. „Reichspogromnacht“ (wie von Charlie Chaplin in seinem Film Der große Diktator sogar noch 1940) auch von Hermann Weller unterschätzt wurde. Insofern ist die Elegie Y eher als ein bemerkenswertes Zeugnis für innere Emigration zu bewerten.

## Werke
- Meister Hartmuths Traum, Festspiel, R. Meeh, Ellwangen 1921
- Anahita, Kohlhammer, Stuttgart 1938
- Das Königreich der Armut, Laupp, Tübingen 1938
- Carmina Latina, Laupp, Tübingen 1938 (2., vermehrte Auflage 1946; zuletzt 1965 bei Dümmler, Bonn ersch.)
- Der Gastfreund aus Tarent, Laupp, Tübingen 1939
- Indische Lebensweisheit und Lebenskunst, Stuttgart, Weil der Stadt 1950 (herausgegeben von Wolfgang Hädecke)